# Вычерпывание (астрономия)
Выче́рпывание (англ. dredge-up) — в астрономии процесс в ходе эволюции звезды, во время которого конвективная зона в ней протягивается от поверхности до ядра, где происходит термоядерный синтез, что приводит к перемешиванию вещества и выносу продуктов реакции на поверхность звезды. Выделяют первое, второе и третье вычерпывание, причём их номера относятся к стадиям звёздной эволюции, на которых они наблюдаются, а не к порядку их проявления в каждой конкретной звезде. Так, например, у некоторых звёзд в течение жизни могут произойти первое и третье вычерпывание, но не второе.
Первое вычерпывание происходит, когда звезда оказывается на ветви красных гигантов. В первую очередь оно приводит к выносу большого количества гелия на поверхность звезды, но вместе с этим происходят и другие изменения: например, количество 14N на поверхности удваивается, количество лития и бериллия уменьшается на несколько порядков, также значительно снижается количество 12C и 16O.
Второе вычерпывание имеет место только у звёзд с массой более 3—5 M⊙ (точное значение зависит от химического состава) и происходит, когда звезда оказывается на асимптотической ветви гигантов. При этом переносится довольно большая масса, достигающая 1 M⊙ для самых массивных звёзд.
Третье вычерпывание также происходит, когда звезда находится на асимптотической ветви гигантов, но уже в фазе температурных пульсаций. Для третьего вычерпывания масса звезды должна превышать 1,2—1,5 M⊙, в ходе его на поверхность переносится большое количество углерода (из-за чего звезда может стать углеродной звездой), гелия, а также элементов, образующихся при s-процессе.